# CONAL W-151
Die CONAL W-151 war ein Leichtflugzeug des brasilianischen Herstellers Compania Nacional de Avioes Ltda (CONAL).

## Geschichte
Willibald Weber begann 1962 mit den Arbeiten an der W-151, welche im August 1964 zum ersten Mal flog. Ursprünglich war der Bau von drei Prototypen geplant. Obwohl die Maschine ihren US-amerikanischen Konkurrenten überlegen war, wurde die Serienproduktion aus Kostengründen nicht aufgenommen.

## Konstruktion
Die W-151 war ein abgestrebter Schulterdecker mit konventionellem Leitwerk und nicht einziehbarem Bugradfahrwerk. Das Flugzeug wurde von einem Continental IO-520C mit 210 kW angetrieben und war vollständig aus Metall gefertigt. Die geschlossene Kabine für bis zu sechs Personen konnte durch eine Tür an der linken Seite betreten werden.

## Technische Daten
| Kenngröße             | Daten                                          |
| --------------------- | ---------------------------------------------- |
| Besatzung             | 1                                              |
| Passagiere            | 4–5                                            |
| Länge                 | 8,40 m                                         |
| Spannweite            | 11 m                                           |
| Höhe                  | 3,30 m                                         |
| Flügelfläche          | ?                                              |
| Leermasse             | ?                                              |
| max. Startmasse       | 1500 kg                                        |
| Reisegeschwindigkeit  | 245 km/h                                       |
| Höchstgeschwindigkeit | 354 km/h                                       |
| Dienstgipfelhöhe      | ?                                              |
| Reichweite            | 2100 km                                        |
| Triebwerke            | 1 × Continental IO-520C, Boxermotor mit 210 kW |